# David Wise (compositor)
David Wise (Leicestershire, 13 de septiembre de 1967) es un compositor británico de música para videojuegos. En su juventud aprendió a tocar el piano, la trompeta y el bajo. Después cuando trabajaba en una tienda en 1985, David escribió y programó música en un Yamaha CX5. Dos hermanos llegaron y quedaron muy impresionados con sus habilidades, sus nombres eran Tim y Chris Stamper, fundadores de Rare (Rareware) y le ofrecieron a David un trabajo como programador de audio en su compañía y ahí fue donde todo comenzó.
Por muchos años, Wise fue compositor solista de videojuegos para Rare que en su mayoría fueron lanzados para el NES, destacándose Wizards and Warriors y Battletoads. En 1994 se anunció el proyecto de Donkey Kong Country y fueron anunciados dos nuevos nombres en el equipo de audio de Rare: Evelyn Fischer y Robin Beanland. Mientras seguía en la compañía la productividad de Wise descendió y no escribió música para los nuevos videojuegos que aparecían debido a los nuevos compositores que se agregaron al personal con los años.
Sus trabajos más alabados fueron los realizados en la saga Donkey Kong Country.
De cualquier forma, Wise sigue activo en Rare. Ha creado la banda sonora del juego de GameCube: Star Fox Adventures y la totalidad de la música para la versión de Game Boy Advance de Donkey Kong Country 3 en años más recientes. También es responsable del audio del juego de Nintendo DS: Diddy Kong Racing y Viva Piñata: Pocket Paradise lanzados en los últimos años. Su composición favorita personal es la composición "Aquatic Ambiance" de Donkey Kong Country. Toca el piano en su propia banda de la que actualmente forma parte. Su banda favorita es The Police.

## Trabajos
| Título                                              | Año  | Sistema                            | Notas                                |
| --------------------------------------------------- | ---- | ---------------------------------- | ------------------------------------ |
| Slalom                                              | 1986 | NES                                |                                      |
| Wizards & Warriors                                  | 1987 | NES                                |                                      |
| R.C. Pro-AM                                         | 1987 | NES                                |                                      |
| Wheel of Fortune                                    | 1988 | NES                                |                                      |
| Jeopardy!                                           | 1988 | NES                                |                                      |
| Anticipation                                        | 1988 | NES                                |                                      |
| Sesame Street 123                                   | 1988 | NES                                |                                      |
| Ironsword: Wizards & Warriors II                    | 1988 | NES                                |                                      |
| WWF Wrestlemania                                    | 1989 | NES                                |                                      |
| Marble Madness                                      | 1989 | NES                                |                                      |
| World Games                                         | 1989 | NES                                |                                      |
| Sesame Street 123                                   | 1989 | NES                                |                                      |
| John Elway's Quarterback                            | 1989 | NES                                |                                      |
| California Games                                    | 1989 | NES                                |                                      |
| Taboo: The Sixth Sense                              | 1989 | NES                                |                                      |
| Sesame Street ABC                                   | 1989 | NES                                |                                      |
| Hollywood Squares                                   | 1989 | NES                                |                                      |
| Who Framed Roger Rabbit                             | 1989 | NES                                |                                      |
| Jordan Vs. Bird: One On One                         | 1989 | NES                                |                                      |
| Cobra Triangle                                      | 1989 | NES                                |                                      |
| Wheel of Fortune Junior Edition                     | 1989 | NES                                |                                      |
| Jeopardy! Junior Edition                            | 1989 | NES                                |                                      |
| Silent Service                                      | 1989 | NES                                |                                      |
| Double Dare                                         | 1990 | NES                                |                                      |
| Wheel of Fortune Family Edition                     | 1990 | NES                                |                                      |
| Jeopardy! 25th Aniversary Edition                   | 1990 | NES                                |                                      |
| The Amazing Spiderman                               | 1990 | Game Boy                           |                                      |
| Captain Skyhawk                                     | 1990 | NES                                |                                      |
| Pin Bot                                             | 1990 | NES                                |                                      |
| Snake Rattle 'N' Roll                               | 1990 | NES                                |                                      |
| Wizards & Warriors X: Fortress of Fear              | 1990 | Game Boy                           |                                      |
| NARC                                                | 1990 | NES                                |                                      |
| A Nightmare in Elm Street                           | 1990 | NES                                |                                      |
| Super Glove Ball                                    | 1990 | NES                                |                                      |
| Cabal                                               | 1990 | NES                                |                                      |
| Time Lord                                           | 1990 | NES                                |                                      |
| Arch Rivals                                         | 1990 | NES                                |                                      |
| WWF Wrestlemania Challenge                          | 1990 | NES                                |                                      |
| Solar Jetman: Hunt for the Golden Warpship          | 1990 | NES                                |                                      |
| Digger T. Rock                                      | 1991 | NES                                |                                      |
| WWF Superstars                                      | 1991 | Game Boy                           |                                      |
| Battletoads                                         | 1991 | NES, Game Boy                      |                                      |
| Beetlejuice                                         | 1991 | NES                                |                                      |
| Super R.C. Pro-Am                                   | 1991 | Game Boy                           |                                      |
| High Speed                                          | 1991 | NES                                |                                      |
| Sneaky Snakes                                       | 1991 | Game Boy                           |                                      |
| Sesame Street ABC & 123                             | 1991 | NES                                |                                      |
| Wizards and Warriors III - Kuros: Visions Of Power  | 1992 | NES                                |                                      |
| Beetlejuice                                         | 1992 | Game Boy                           |                                      |
| Danny Sullivan's Indy Heat                          | 1992 | NES                                |                                      |
| R.C. Pro-Am II                                      | 1992 | NES                                |                                      |
| Championship Pro-Am                                 | 1992 | Mega Drive                         |                                      |
| Battletoads                                         | 1993 | Mega Drive, Game Gear              |                                      |
| Battletoads & Double Dragon                         | 1993 | NES, SNES, Mega Drive, Game Boy    |                                      |
| Battletoads in Ragnarok's World                     | 1993 | Game Boy                           |                                      |
| Battletoads in Battlemaniacs                        | 1993 | SNES                               |                                      |
| X The Ball                                          | 1993 | Arcade                             |                                      |
| Snake Rattle 'N' Roll                               | 1993 | Mega Drive                         |                                      |
| Monster Max                                         | 1994 | Game Boy                           |                                      |
| Battletoads                                         | 1994 | Arcade                             |                                      |
| Donkey Kong Country                                 | 1994 | SNES                               | Con Robin Beanland y Eveline Fischer |
| Donkey Kong Land                                    | 1995 | Game Boy                           | Con Graeme Norgate                   |
| Donkey Kong Country 2: Diddy's Kong Quest           | 1995 | SNES                               |                                      |
| Donkey Kong Country 3: Dixie Kong's Double Trouble! | 1996 | SNES                               | Con Eveline Fischer                  |
| Diddy Kong Racing                                   | 1997 | Nintendo 64                        |                                      |
| Donkey Kong Country                                 | 2000 | Game Boy Color                     |                                      |
| Star Fox Adventures                                 | 2002 | Nintendo GameCube                  |                                      |
| It's Mr. Pants                                      | 2004 | Game Boy Advance                   | Efectos de sonido adicionales        |
| Donkey Kong Country 3                               | 2005 | Game Boy Advance                   |                                      |
| Diddy Kong Racing DS                                | 2007 | Nintendo DS                        |                                      |
| Viva Piñata: Pocket Paradise                        | 2008 | Nintendo DS                        |                                      |
| Donkey Kong Country: Tropical Freeze                | 2014 | Wii U, Nintendo Switch             |                                      |
| Tengami                                             | 2014 | iOS, Wii U                         |                                      |
| Snake Pass                                          | 2017 | PC, PS4, Xbox One, Nintendo Switch |                                      |
| Yooka-Laylee                                        | 2017 | PC, PS4, Xbox One, Nintendo Switch |                                      |
| Yooka-Laylee and the Impossible Lair                | 2019 | PC, PS4, Xbox One, Nintendo Switch |                                      |
| Tamarin                                             | 2020 | PC, PS4, Xbox One                  |                                      |